# Indonesië op de Olympische Zomerspelen 2024
Indonesië nam deel aan de Olympische Zomerspelen 2024 in Parijs, Frankrijk. Anindya Novyan Bakrie trad op als chef de mission.

## Medailleoverzicht
| Medaille | Naam                     | Sport         | Onderdeel        | Datum           |
| -------- | ------------------------ | ------------- | ---------------- | --------------- |
| Goud     | Veddriq Leonardo         | Klimsport     | speed (m)        | 8 augustus 2024 |
| Goud     | Rizki Juniansyah         | Gewichtheffen | Licht -73 kg (m) | 8 augustus 2024 |
|          |                          |               |                  |                 |
| Brons    | Gregoria Mariska Tunjung | Badminton     | Enkelspel (v)    | 5 augustus 2024 |

## Aantal deelnemers
Hieronder volgt een overzicht van de atleten die zich kwalificeerden voor de Olympische Zomerspelen van 2024.
| Sport         | Mannen | Vrouwen | Totaal |
| ------------- | ------ | ------- | ------ |
| Atletiek      | 1      | 0       | 1      |
| Badminton     | 5      | 4       | 9      |
| Boogschieten  | 1      | 3       | 4      |
| Gewichtheffen | 2      | 1       | 3      |
| Gymnastiek    | 0      | 1       | 1      |
| Judo          | 0      | 1       | 1      |
| Klimsport     | 2      | 2       | 4      |
| Roeien        | 1      | 0       | 1      |
| Schietsport   | 1      | 0       | 1      |
| Surfen        | 1      | 0       | 1      |
| Wielersport   | 1      | 0       | 1      |
| Zwemmen       | 1      | 1       | 2      |
| Totaal        | 16     | 13      | 29     |

## Deelnemers en Resultaten

### Atletiek

#### Loopnummers
Mannen
| Atleet              | Onderdeel | Voorronde | Voorronde | Series | Series | Herkansingen | Herkansingen | Halve finale   | Halve finale   | Finale         | Finale         |
| Atleet              | Onderdeel | Tijd      | Rang      | Tijd   | Rang   | Tijd         | Rang         | Tijd           | Rang           | Tijd           | Rang           |
| ------------------- | --------- | --------- | --------- | ------ | ------ | ------------ | ------------ | -------------- | -------------- | -------------- | -------------- |
| Lalu Muhammad Zohri | 100 m     | 10,35     | 2 Q       | 10,26  | 6      | n.v.t.       | n.v.t.       | Niet geplaatst | Niet geplaatst | Niet geplaatst | Niet geplaatst |

### Badminton
Mannen
| atleet                              | onderdeel  | groepsfase                    | groepsfase                     | groepsfase                         | groepsfase | eliminatie           | kwartfinale                     | halve finale         | finale / BM          | finale / BM    |
| atleet                              | onderdeel  | tegenstander uitslag          | tegenstander uitslag           | tegenstander uitslag               | rang       | tegenstander uitslag | tegenstander uitslag            | tegenstander uitslag | tegenstander uitslag | rang           |
| ----------------------------------- | ---------- | ----------------------------- | ------------------------------ | ---------------------------------- | ---------- | -------------------- | ------------------------------- | -------------------- | -------------------- | -------------- |
| Jonatan Christie                    | enkelspel  | Carragi W 18-21, 21-11, 21-16 | Cordón W TT                    | Sen V 18-21, 12-21                 | 2          | niet geplaatst       | niet geplaatst                  | niet geplaatst       | niet geplaatst       | niet geplaatst |
| Anthony Sinisuka Ginting            | enkelspel  | Shu W 21-14, 21-8             | TJ Popov V 19-21, 21-17, 15-21 | n.v.t.                             | 2          | niet geplaatst       | niet geplaatst                  | niet geplaatst       | niet geplaatst       | niet geplaatst |
| Fajar Alfian Muhammad Rian Ardianto | dubbelspel | Corvée - Labar W 21-13, 21-10 | Lamsfuß - Seidel W 21-13, 21-7 | Rankireddy - Shetty V 13-21, 13-21 | 2 Q        | n.v.t.               | Liang W - Wang C V 22-24, 20-22 | niet geplaatst       | niet geplaatst       | niet geplaatst |

Vrouwen
| atleet                                       | onderdeel  | groepsfase                          | groepsfase                    | groepsfase                  | groepsfase | eliminatie                  | kwartfinale           | halve finale                 | finale / BM          | finale / BM    |
| atleet                                       | onderdeel  | tegenstander uitslag                | tegenstander uitslag          | tegenstander uitslag        | rang       | tegenstander uitslag        | tegenstander uitslag  | tegenstander uitslag         | tegenstander uitslag | rang           |
| -------------------------------------------- | ---------- | ----------------------------------- | ----------------------------- | --------------------------- | ---------- | --------------------------- | --------------------- | ---------------------------- | -------------------- | -------------- |
| Gregoria Mariska Tunjung                     | enkelspel  | Buhrova W 21-10, 21-15              | Švábíková W 21-12, 21-18      | n.v.t.                      | 1 Q        | Kim G-e W 21-4, 8-21, 23-21 | Intanon W 25-23, 21-9 | An S-y V 21-11, 13-21, 16-21 | Marín W TT           | Brons          |
| Apriyani Rahayu Siti Fadia Silva Ramadhantin | dubbelspel | Matsumoto - Nagahara V 22-24, 15-21 | Chen Q - Jia Y V 12-21, 22-24 | Tan - Thinaah V 18-21, 9-21 | 4          | n.v.t.                      | niet geplaatst        | niet geplaatst               | niet geplaatst       | niet geplaatst |

Gemengd
| atleet                                 | onderdeel  | groepsfase                                | groepsfase                      | groepsfase                      | groepsfase | kwartfinale          | halve finale         | finale / BM          | finale / BM    |
| atleet                                 | onderdeel  | tegenstander uitslag                      | tegenstander uitslag            | tegenstander uitslag            | rang       | tegenstander uitslag | tegenstander uitslag | tegenstander uitslag | rang           |
| -------------------------------------- | ---------- | ----------------------------------------- | ------------------------------- | ------------------------------- | ---------- | -------------------- | -------------------- | -------------------- | -------------- |
| Rinov Rivaldy Pitha Haningtyas Mentari | dubbelspel | Kim W-h - Jeong N-e W 22-20, 14-21, 21-19 | Zheng S - Huang Y V 10-21, 3-21 | Gicquel - Delrue V 13-21, 15-21 | 4          | niet geplaatst       | niet geplaatst       | niet geplaatst       | niet geplaatst |

### Boogschieten
Mannen
| atleet            | onderdeel   | plaatsingsronde | plaatsingsronde | eerste ronde         | tweede ronde         | derde ronde          | kwartfinale          | halve finale         | finale / BM          | finale / BM    |
| atleet            | onderdeel   | score           | rang            | tegenstander uitslag | tegenstander uitslag | tegenstander uitslag | tegenstander uitslag | tegenstander uitslag | tegenstander uitslag | rang           |
| ----------------- | ----------- | --------------- | --------------- | -------------------- | -------------------- | -------------------- | -------------------- | -------------------- | -------------------- | -------------- |
| Arif Dwi Pangestu | individueel | 656             | 40              | Tang C-c V 1 - 7     | niet geplaatst       | niet geplaatst       | niet geplaatst       | niet geplaatst       | niet geplaatst       | niet geplaatst |

Vrouwen
| atleet                                                  | onderdeel   | plaatsingsronde | plaatsingsronde | eerste ronde           | tweede ronde         | derde ronde          | kwartfinale          | halve finale         | finale / BM          | finale / BM    |
| atleet                                                  | onderdeel   | score           | rang            | tegenstander uitslag   | tegenstander uitslag | tegenstander uitslag | tegenstander uitslag | tegenstander uitslag | tegenstander uitslag | rang           |
| ------------------------------------------------------- | ----------- | --------------- | --------------- | ---------------------- | -------------------- | -------------------- | -------------------- | -------------------- | -------------------- | -------------- |
| Diananda Choirunisa                                     | individueel | 670             | 6               | van der Winkel W 7 - 1 | GNoriega W 6 - 5     | Kaur W 6 - 5         | Barbelin V 5 - 6     | niet geplaatst       | niet geplaatst       | niet geplaatst |
| Syifa Nurafifah Kamal                                   | individueel | 640             | 43              | Kaur V 3 - 7           | niet geplaatst       | niet geplaatst       | niet geplaatst       | niet geplaatst       | niet geplaatst       | niet geplaatst |
| Rezza Octavia                                           | individueel | 650             | 32              | Chénier W 6 - 2        | Lim S-h V 0 - 6      | niet geplaatst       | niet geplaatst       | niet geplaatst       | niet geplaatst       | niet geplaatst |
| Diananda Choirunisa Syifa Nurafifah Kamal Rezza Octavia | team        | 1960            | 7               | n.v.t.                 | n.v.t.               | Maleisië W 5 - 3     | China V 1 - 5        | niet geplaatst       | niet geplaatst       | niet geplaatst |

Gemengd
| atlete                                | onderdeel | plaatsingsronde | plaatsingsronde | eerste ronde         | kwartfinale          | halve finale         | finale / BM          | finale / BM    |
| atlete                                | onderdeel | score           | rang            | tegenstander uitslag | tegenstander uitslag | tegenstander uitslag | tegenstander uitslag | rang           |
| ------------------------------------- | --------- | --------------- | --------------- | -------------------- | -------------------- | -------------------- | -------------------- | -------------- |
| Arif Dwi Pangestu Diananda Choirunisa | team      | 1326            | 12              | India V 1 - 5        | niet geplaatst       | niet geplaatst       | niet geplaatst       | niet geplaatst |

### Gewichtheffen
Mannen
| atleet           | onderdeel | trekken | trekken | stoten | stoten | totaal | rang |
| atleet           | onderdeel | score   | rang    | score  | rang   | totaal | rang |
| ---------------- | --------- | ------- | ------- | ------ | ------ | ------ | ---- |
| Eko Yuli Irawan  | -61 kg    | 135     | 2       | 162    | DNF    | DNF    | DNF  |
| Rizki Juniansyah | -73 kg    | 155     | 2       | 199 OR | 1      | 354    | Goud |

Vrouwen
| atleet      | onderdeel | trekken | trekken | stoten | stoten | totaal | rang |
| atleet      | onderdeel | score   | rang    | score  | rang   | totaal | rang |
| ----------- | --------- | ------- | ------- | ------ | ------ | ------ | ---- |
| Nurul Akmal | +81 kg    | 105     | 11      | 140    | 10     | 245    | 12   |

### Gymnastiek

#### Turnen
Vrouwen
| Turnster(s)        | Onderdeel | Kwalificatie | Kwalificatie | Kwalificatie | Kwalificatie | Kwalificatie | Kwalificatie | Finale         | Finale         | Finale         | Finale         | Finale         | Finale         |
| Turnster(s)        | Onderdeel | Toestel      | Toestel      | Toestel      | Toestel      | Totaal       | Plaats       | Toestel        | Toestel        | Toestel        | Toestel        | Totaal         | Plaats         |
| Turnster(s)        | Onderdeel | Sprong       | Brug         | Balk         | Vloer        | Totaal       | Plaats       | Sprong         | Brug           | Balk           | Vloer          | Totaal         | Plaats         |
| ------------------ | --------- | ------------ | ------------ | ------------ | ------------ | ------------ | ------------ | -------------- | -------------- | -------------- | -------------- | -------------- | -------------- |
| Rifda Irfanaluthfi | meerkamp  | DNS          | 9,166        | DNS          | DNS          | DNF          | DNF          | niet geplaatst | niet geplaatst | niet geplaatst | niet geplaatst | niet geplaatst | niet geplaatst |

### Judo
Vrouwen
| atleet                | onderdeel | eerste ronde         | tweede ronde         | kwartfinale          | halve finale         | herkansing           | finale / BM          | finale / BM    |
| atleet                | onderdeel | tegenstander uitslag | tegenstander uitslag | tegenstander uitslag | tegenstander uitslag | tegenstander uitslag | tegenstander uitslag | rang           |
| --------------------- | --------- | -------------------- | -------------------- | -------------------- | -------------------- | -------------------- | -------------------- | -------------- |
| Maryam March Maharani | −52 kg    | Ferreira W 10 - 00   | Krasniqi V 00 - 10   | niet geplaatst       | niet geplaatst       | niet geplaatst       | niet geplaatst       | niet geplaatst |

### Klimsport

#### Speed
| Atleet                      | Onderdeel | Kwalificatie | Kwalificatie | Ronde 1                   | Kwartfinale            | Halve finale             | Finale / BM           | Finale / BM    |
| Atleet                      | Onderdeel | Tijd         | Rang         | Tegenstander Tijd         | Tegenstander Tijd      | Tegenstander Tijd        | Tegenstander Tijd     | Rang           |
| --------------------------- | --------- | ------------ | ------------ | ------------------------- | ---------------------- | ------------------------ | --------------------- | -------------- |
| Rahmad Adi Mulyono          | mannen    | 5,07         | 14           | Leonardo V 5,13 - 4,98    | niet geplaatst         | niet geplaatst           | niet geplaatst        | niet geplaatst |
| Veddriq Leonardo            | mannen    | 4,79 WR      | 1            | Adi Mulyono W 4,98 - 5,13 | Mawem W 4,88 - 5,26    | Alipour W 4,78 WR - 4,84 | Wu P W 4,75 WR - 4,77 | 1 [ 3 ]        |
| Desak Made Rita Kusuma Dewi | vrouwen   | 6,45         | 6            | Kelly W 6,83 - 8,43       | Deng L V 6,369 - 6,363 | niet geplaatst           | niet geplaatst        | niet geplaatst |
| Rajiah Sallsabillah         | vrouwen   | 6,58         | 7            | Romero Pérez V val - 7,26 | Hunt W 6,54 - 7,98     | Deng L V 6,41 - 6,38     | Kałucka V 8,24 - 6,53 | 4              |

### Roeien
Mannen
| atleet  | onderdeel | series  | series | herkansingen | herkansingen | kwartfinale | kwartfinale | halve finale | halve finale | finale  | finale |
| atleet  | onderdeel | tijd    | rang   | tijd         | rang         | tijd        | rang        | tijd         | rang         | tijd    | rang   |
| ------- | --------- | ------- | ------ | ------------ | ------------ | ----------- | ----------- | ------------ | ------------ | ------- | ------ |
| La Memo | skiff     | 7.19,33 | 5 H    | 7.19,60      | 3 HE/F       | bye         | bye         | 7.32,18      | 3 FE         | 7.02,23 | 27     |

Legenda: FA=finale A (medailles); FB=finale B (geen medailles); FC=finale C (geen medailles); FD=finale D (geen medailles); FE=finale E (geen medailles); FF=finale F (geen medailles); HA/B=halve finale A/B; HC/D=halve finale C/D; HE/F=halve finale E/F; KF=kwartfinale; H=herkansing

### Schietsport
Mannen
| atleet           | onderdeel               | kwalificaties | kwalificaties | finale         | finale         |
| atleet           | onderdeel               | punten        | rang          | punten         | rang           |
| ---------------- | ----------------------- | ------------- | ------------- | -------------- | -------------- |
| Fathur Gustafian | 10 m luchtgeweer        | 628,7         | 15            | niet geplaatst | niet geplaatst |
| Fathur Gustafian | 50 m geweer 3 houdingen | 574-19x       | 43            | niet geplaatst | niet geplaatst |

### Surfen
| Atleet    | Onderdeel           | Ronde 1 | Ronde 1 | Ronde 2              | Ronde 3              | Kwartfinale          | Halve finale         | Finale / BM          | Finale / BM    |
| Atleet    | Onderdeel           | Score   | Rang    | Tegenstander Uitslag | Tegenstander Uitslag | Tegenstander Uitslag | Tegenstander Uitslag | Tegenstander Uitslag | Rang           |
| --------- | ------------------- | ------- | ------- | -------------------- | -------------------- | -------------------- | -------------------- | -------------------- | -------------- |
| Rio Waida | shortboard (mannen) | 5,74    | 3 R2    | Smith V 5,40 - 9,50  | niet geplaatst       | niet geplaatst       | niet geplaatst       | niet geplaatst       | niet geplaatst |

### Wielersport

#### Baanwielrennen
Omnium
| atleet                    | onderdeel       | scratchrace | scratchrace | temporace | temporace | afvalrace | afvalrace | puntenrace | puntenrace | totaal punten | rang |
| atleet                    | onderdeel       | rang        | punten      | rang      | punten    | rang      | punten    | rang       | punten     | totaal punten | rang |
| ------------------------- | --------------- | ----------- | ----------- | --------- | --------- | --------- | --------- | ---------- | ---------- | ------------- | ---- |
| Bernard Benyamin Van Aert | omnium (mannen) | 6           | 18          | 2         | 20        | 1         | 22        | -40        | 15         | -31           | 20   |

### Zwemmen
Mannen
| atleet        | onderdeel         | series | series | halve finale   | halve finale   | finale         | finale         |
| atleet        | onderdeel         | tijd   | rang   | tijd           | rang           | tijd           | rang           |
| ------------- | ----------------- | ------ | ------ | -------------- | -------------- | -------------- | -------------- |
| Joe Kurniawan | 100 m vlinderslag | 53,95  | 33     | niet geplaatst | niet geplaatst | niet geplaatst | niet geplaatst |

Vrouwen
| atlete              | onderdeel        | series  | series | halve finale   | halve finale   | finale         | finale         |
| atlete              | onderdeel        | tijd    | rang   | tijd           | rang           | tijd           | rang           |
| ------------------- | ---------------- | ------- | ------ | -------------- | -------------- | -------------- | -------------- |
| Azzahra Permatahani | 200 m wisselslag | 2.20,51 | 31     | niet geplaatst | niet geplaatst | niet geplaatst | niet geplaatst |